# Stendaler Straße 18 (Loitsche)

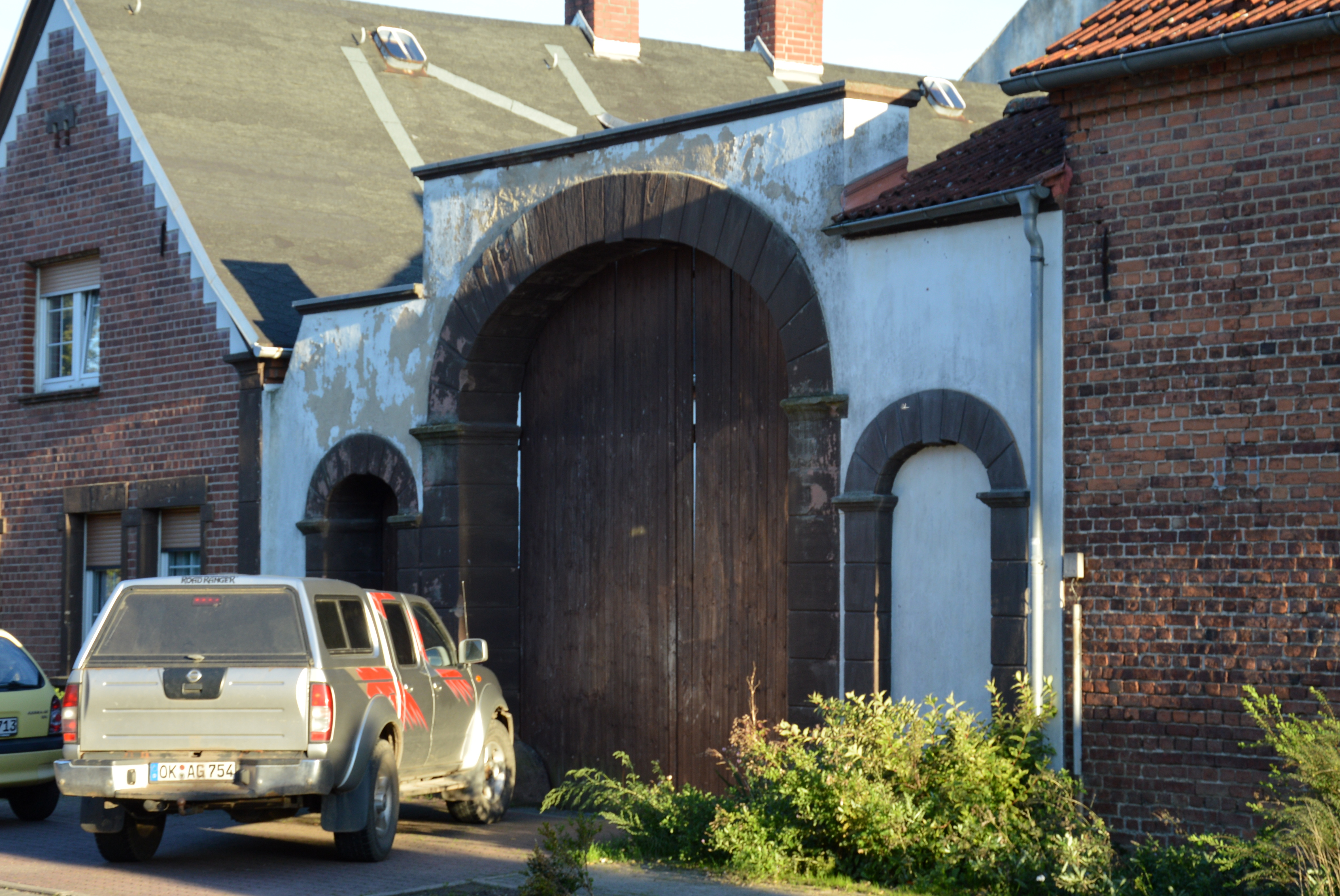
Torbogen Stendaler Straße 18

Als Stendaler Straße 18 wird ein denkmalgeschützter Torbogen in der Gemeinde Loitsche-Heinrichsberg in Sachsen-Anhalt bezeichnet.

## Lage
Er befindet sich im Ortsteil Loitsche auf der Südseite der Stendaler Straße. Im örtlichen Denkmalverzeichnis ist er unter der Erfassungsnummer 094 75640 als Baudenkmal eingetragen.

## Gestaltung und Geschichte
Der Torbogen bildet die Hofeinfahrt zu einem Bauernhof. Er wurde in der Mitte des 19. Jahrhunderts errichtet und besteht aus drei Korbbögen. Ein großer Torbogen für das Haupttor wird symmetrisch von zwei kleinen Bögen für kleine Pforten flankiert. Die Bögen und Pfeiler der Toranlage wurden in Quaderbauweise gemauert. An den Bogenansätzen befinden sich schlicht gestaltete Kämpfer.
Die Gestaltung der  für das Straßenbild prägenden Toranlage ist ungewöhnlich, da ansonsten regional zweiachsige, asymmetrische Toranlagen üblich waren.